# 樽型空間
函数解析学および関連する数学において、樽型空間（たるがたくうかん、英: barrelled space）とは、その空間のすべての樽型集合が零ベクトルの近傍であるようなハウスドルフ位相線型空間のことをいう。ここで、ある位相線型空間における樽型集合 (barrel) とは、凸、均衡、併呑かつ閉である集合のことをいう。樽型空間が研究される理由として、バナッハ＝シュタインハウスの定理の一種がそれらに対して成立することが挙げられる。

## 歴史
樽型空間は  Bourbaki (1950) によって考えられた。

## 例
- 半ノルム線型空間における閉単位球は、樽型である。
- すべての局所凸位相線型空間は、樽型集合からなる近傍基を持つ。しかしそれ自身は必ずしも樽型空間ではない。
- フレシェ空間、特にバナッハ空間は、樽型である。しかし一般にノルム線型空間は樽型とは限らない。
- モンテル空間は樽型である。したがって、モンテル空間の強双対は（それらもモンテル空間であるため）樽型である。
- ベール空間であるような局所凸空間は、樽型である。

## 性質
連続双対 {\displaystyle X'} を持つハウスドルフ局所凸空間 {\displaystyle X} に対して、以下は同値である。
- X は樽型である。
- 連続双対空間 X' のすべての {\displaystyle \sigma (X',X)}-有界部分集合は同程度連続である（これはバナッハ＝シュタインハウスの部分的な逆を与える）[1]。
- 連続双対空間 X' のすべての部分集合 A に対して、次の性質は同値である：A は[1]
  - 同程度連続
  - 相対弱コンパクト
  - 強有界
  - 弱有界
- X は強位相 {\displaystyle \beta (X,X')} を備える。
- {\displaystyle X} 上のすべての下半連続半ノルムが連続である。
- X 内の 0-近傍基と、{\displaystyle E_{\beta }'} 内の有界集合の基本族は、極性によってお互い対応する[1]。

さらに
- すべての点列完備な準樽型空間は、樽型である。
- 樽型空間は必ずしも、モンテル、完備、距離化可能、非順序ベール型、およびバナッハ空間の帰納極限ではない。

## 準樽型空間
ある位相線型空間 {\displaystyle X} が準樽型空間であるとは、その中のすべての樽型有界型集合が {\displaystyle 0} の近傍であることをいう。ここである集合が有界型であるとは、それが {\displaystyle X} のすべての有界部分集合を併呑することをいう。すべての樽型空間は、準樽型である。
連続双対 {\displaystyle X'} を持つ局所凸空間 {\displaystyle X} に対して、以下は同値である。
- {\displaystyle X} は準樽型である。
- {\displaystyle X} 上のすべての有界下半連続半ノルムが連続である。
- 連続双対空間 {\displaystyle X'} のすべての {\displaystyle \beta (X',X)}-有界部分集合が同程度連続である。